# ياكوب مارتيني
ياكوب مارتيني (بالألمانية: Jakob Martini)‏ هو عالم عقيدة ألماني، ولد في 17 أكتوبر 1570 في Langenstein, Saxony-Anhalt ‏ في ألمانيا، وتوفي في 30 مايو 1649 في فيتنبرغ في ألمانيا.